# Eisenhammer
Eisenhammer is een Duits historisch merk van motorfietsen.
De bedrijfsnaam was: Aktiengesellschaft Eisenhammer, Thalheim im Erzgebirge
Eisenhammer begon net als honderden Duitse bedrijfjes in 1923 met de productie van lichte, goedkope motorfietsen met 206- en 233cc-tweetaktmotoren. Daar was indertijd weliswaar behoefte aan, maar door de enorme concurrentie en het ontbreken van een dealernetwerk konden deze merken nauwelijks groeien en moesten ze bovendien klanten werven in hun eigen regio.
In 1925 beëindigden ruim 150 van deze kleine merken hun productie al, maar Eisenhammer wist het tot 1926 vol te houden, ondanks het feit dan de frames als bijzonder slecht te boek stonden.